# 真珠のピリオド
「真珠のピリオド」（しんじゅのピリオド）は、1983年6月5日にリリースされた岩崎宏美の31枚目のシングル。

## 収録曲
- 両楽曲共に、作詞：松本隆／作曲：筒美京平／編曲：萩田光雄

1. 真珠のピリオド（3分49秒）
2. 夜明けの天使たち（2分49秒）